# Prionolabis politissima
Prionolabis politissima är en tvåvingeart som först beskrevs av Alexander 1941.  Prionolabis politissima ingår i släktet Prionolabis och familjen småharkrankar. Inga underarter finns listade i Catalogue of Life.